# Informativer Journalismus
Als informativen Journalismus bezeichnet man das professionelle Verbreiten von reinen Informationen in den Medien. Er beantwortet die konkreten Fragen: Was, wann, wo und wie zu einem Ereignis, nicht jedoch das warum, und nimmt auch keine Stellung zu den Informationen. Er ist insbesondere vom Ratgeberjournalismus abzugrenzen.
Informativer Journalismus wird heute fast ausschließlich in sogenannten Nachrichtenagenturen betrieben, die kurze Beschreibungen aktueller Ereignisse an die Medien weiterverkaufen. Die Medien selbst beschränken sich auf Erweiterung, Kontextualisierung und Stellungnahme zu diesen Informationen.
Eine Sonderform ist der investigative Journalismus. Er beschreibt Ereignisse, die erst aufgrund der Recherche (engl. investigation) eines Journalisten an die Öffentlichkeit gebracht werden – insbesondere Skandale. Diese Form wird wegen des nötigen Aufwands von den Medien selbst betrieben und ist oft ausschlaggebend für das Renommee eines Mediums in der öffentlichen Meinung.

## Geschichte
Der Informative Journalismus kam Mitte des 19. Jahrhunderts mit der Erfindung der Telegraphie auf, die es ermöglichte, Informationen schnell und genau von einem Ort zum anderen zu tragen. Er ersetzte insbesondere nach dem Ersten Weltkrieg schnell die meinungsgefärbte Berichterstattung, die vor diesem Zeitpunkt in den Medien üblich war, und bemühte sich dabei erstmals um Objektivität.
Seit den 1950er Jahren hat sich der informative Journalismus immer enger mit dem interpretativen Journalismus verstrickt. Nachrichten, selbst Meldungen von Nachrichtenagenturen werden heute meistens mit minimalen Hintergrundinformationen und Zitaten von Beteiligten versehen, um die Ereignisse in ihren Kontext zu setzen, so dass der reine informative Journalismus fast ausgestorben ist.

## Darstellungsformen
Die Meldung ist die reinste Form des Informativen Journalismus. Hier wird ein Ereignis in knapper Form beschrieben. In der Nachricht wird die Meldung durch minimale Hintergrundinformationen ergänzt.
Der Bericht war ursprünglich ebenfalls ein rein informatives Genre, er enthält heute allerdings fast immer interpretative Elemente (siehe interpretativer Journalismus), etwa Hintergrundinformationen und Meinungen von Experten (Hintergrundbericht, Report).
Die Chronik ist eine Mischung aus informativem Journalismus und Meinungsjournalismus. Sie ist zwar eine informative Beschreibung eines Ereignisses, enthält aber auch persönliche Kommentare des Journalisten.